# Tazacorte
Tazacorte település Spanyolországban, Santa Cruz de Tenerife tartományban. Tazacorte Tijarafe és Los Llanos de Aridane községekkel határos. Lakosainak száma 4559 fő (2024).

## Népesség
A település népessége az elmúlt években az alábbi módon változott:
| Lakosok száma | 6117 | 5797 | 5828 | 5755 | 4957 | 4844 | 4620 | 4575 | 4502 | 4559 |
|               | 2001 | 2004 | 2007 | 2009 | 2012 | 2014 | 2017 | 2019 | 2022 | 2024 |